# Zaharia Cușnir
Zaharia Cușnir (n. 1912 – d. 1993) a fost un fotograf amator care a trăit în satul Roșietici din raionul Florești, Republica Moldova. A fotografiat în mare parte portretele oamenilor din satul său și alte câteva sate din jur în perioada 1955-1973. A lăsat în urma lui o colecție de 3751 negative fotografice 6x6 cm.

## Biografie
Zaharia Cușnir s-a născut ultimul într-o familie cu 16 copii din satul Roșietici, județul Soroca. A absolvit clasele primare în școala din satul vecin Rogojeni. În 1941 a fost înrolat de armata Uniunii Sovietice dar nu a ajuns pe front deoarece a fost luați ca prizonier de către armata germană. Revine acasă în februarie 1944 cu doar câteva zile înainte ca localitatea în care locuiește să fie capturată de către sovietici.
În 1946 devine profesor de clase primare la școala din satul Rogojeni. În 1947 este condamnat la 3 ani de închisoare pentru că ar fi împușcat pe cineva care venise la el acasă fure pere din copac.
Revine din închisoare complet schimbat, după spusele rudelor, și la scurt timp învață procesul de fotografiere de la un nepot de al său care a revenit din serviciul militar.
Nepotul său locuia în alt sat astfel ei și-au împărțit teritoriul pentru activitatea de fotograf. Zaharia Cușnir a devenit primul fotograf în satele Cașunca, Rogojeni, Țâra, Ghindești, Roșietici și Cenușa. 
Primele fotografii le-a făcut în anul 1955. A fotografiat în mare parte portrete ale oamenilor din sat. Lucra pe o cameră sovietică de tip Lubitel . Avea o bicicletă pe care deseori o dădea oamenilor să o țină când se fotografiau, și o pătură pe care o aranja pe fundal când făcea portrete. A creat și câteva zeci de fotografii post-mortem.

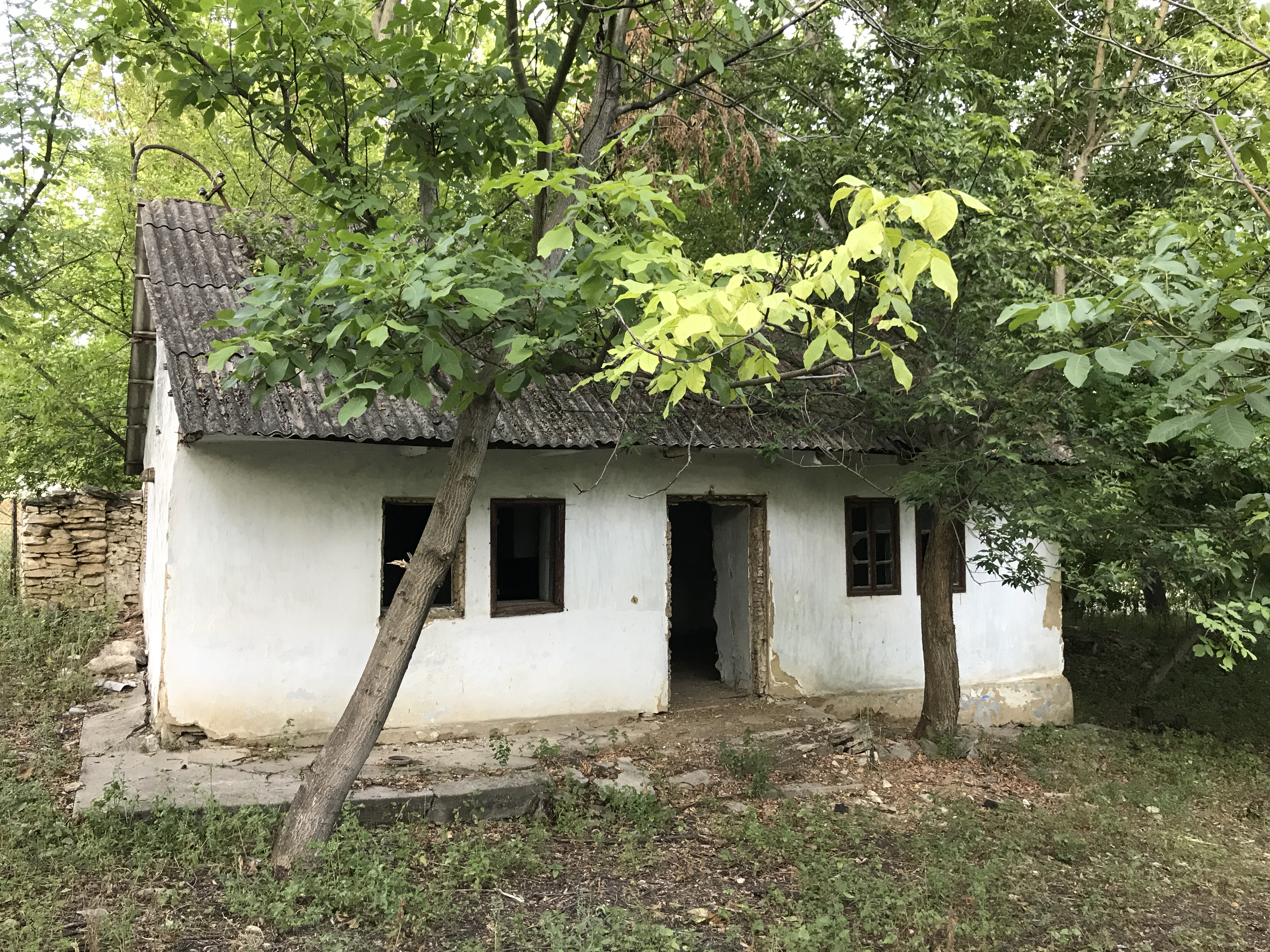
Casa lui Zaharia Cușnir în momentul când au fost descoperite fotografiile

Până în 1973 a reușit să fotografieze aproximativ 4000 de negative fotografice, format mediu 6x6 cm. De la moartea sa în anul 1993, casa a rămas nelocuită, fotografiile fiind puse într-o valiză și depozitate în pod. 
În primăvara anului 2016, Victor Maxian Galușca, student la Academia de Arte din Chișinău, a descoperit negativele în casa lui Zaharia Cușnir rămasă fără uși și ferestre. 
Fotografiile lui Zaharia Cușnir au fost expuse în expoziții în câteva țări precum: România, Polonia, Franța, Italia, SUA. Despre el s-au scris articole în presă în peste 25 de limbi diferite, ajungând pe fiecare continent locuit.